# Babka łysa
Babka łysa, babka gołogłowa (Babka gymnotrachelus) – gatunek ryby okoniokształtnej z rodziny babkowatych (Gobiidae), jedyny przedstawiciel rodzaju Babka, wcześniej zaliczanego w randze podrodzaju do Neogobius. Został opisany jako oddzielny rodzaj na podstawie analizy molekularnej.

## Zasięg występowania
Strefa przybrzeżna basenów Morza Azowskiego, Czarnego i Kaspijskiego. W Polsce jest inwazyjnym gatunkiem obcym, zaobserwowanym w połowie lat 90. XX w. Występuje w Wiśle, Odrze, środkowym biegu Bugu i w dolnym biegu Krzny.
Na obszarze naturalnego występowania zasiedla przybrzeżne wody morskie z piaszczystym lub mulistym dnem, wpływa do rzek. W Polsce obserwowana w rzekach z dnem piaszczysto-kamienistym.
Osiąga maksymalnie 16 cm długości. Żywi się skorupiakami, larwami wodnych owadów, wieloszczetami i małymi rybami. Tarło odbywa od kwietnia do lipca.